# Hermann Maier
Hermann Maier (ur. 7 grudnia 1972 w Altenmarkt) – austriacki narciarz alpejski, czterokrotny medalista olimpijski, sześciokrotny medalista mistrzostw świata oraz czterokrotny zdobywca Pucharu Świata. Jeden z najbardziej wszechstronnych i utytułowanych zawodników w historii dyscypliny. Wygrywał zawody Pucharu Świata w czterech z pięciu konkurencji: biegu zjazdowym, supergigancie, slalomie gigancie oraz kombinacji. Sukcesów nie odnosił tylko w slalomie. Nosił przydomek Herminator.

## Kariera
Treningi narciarskie Maier rozpoczął już w wieku trzech lat, pod opieką swego ojca, Hermanna Maiera Seniora. W dzieciństwie cierpiał na chorobę Osgooda-Schlattera, która spowolniła jego rozwój fizyczny. Z tego powodu kilkakrotnie odmawiano mu miejsca w kadrze juniorów oraz nie przyjęto do szkoły narciarskiej w Schladming. W efekcie nigdy nie wystąpił na mistrzostwach świata juniorów. Zatrudnił się jako murarz, a w trakcie zimy pracował także jako instruktor narciarstwa we Flachau, gdzie jego ojciec prowadził szkółkę narciarską. Nie zrezygnował jednak z profesjonalnego narciarstwa, startując w zawodach niższej rangi oraz na mistrzostwach Austrii. Przełom nastąpił 6 stycznia 1996 roku we Flachau, kiedy przecierał trasę przed zawodami Pucharu Świata w gigancie. Zmierzono mu wtedy czas i po porównaniu ze światową czołówką okazało się, iż uzyskałby 12. wynik.
W zawodach pucharowych zadebiutował w wieku 23 lat, 10 lutego 1996 roku w Hinterstoder, gdzie zajął 26. miejsce w gigancie. Tym samym już w pierwszym starcie wywalczył punkty Pucharu Świata. Nie wystarczyło to by pojechać na rozgrywane wtedy mistrzostwa świata w Sierra Nevada. W sezonie 1995/1996 wystąpił jeszcze w dwóch zawodach PŚ w Kvitfjell: 7 marca 1996 roku był jedenasty w supergigancie, a dzień później nie ukończył giganta. W klasyfikacji generalnej zajął ostatecznie 106. miejsce. Pierwsze podium w zawodach tego cyklu wywalczył 21 lutego 1997 roku w Garmisch-Partenkirchen, gdzie był drugi w supergigancie. W zawodach tych rozdzielił Francuza Luca Alphanda oraz Włocha Wernera Perathonera. Już dwa dni później odniósł pierwsze zwycięstwo, wyprzedzając w tej samej konkurencji Kristiana Ghedinę z Włoch i Norwega Lasse Kjusa. W sezonie 1996/1997 jeszcze trzy razy plasował się w najlepszej dziesiątce, jednak na podium już nie stawał. W klasyfikacji generalnej zajął tym razem. 21. miejsce, a w klasyfikacji supergiganta był czwarty. Mimo to drugi raz z rzędu nie znalazł się w kadrze Austrii na najważniejszą imprezę sezonu i nie wziął udziału w mistrzostwach świata w Sestriere.
Pierwszą okazję do walki o medale dostał w 1998 roku, kiedy wystąpił na igrzyskach olimpijskich w Nagano. W swoim pierwszym starcie, kombinacji, zajmował ósme miejsce po slalomie, który został rozegrany jako pierwszy. Zjazdu do kombinacji jednak nie ukończył i ostatecznie nie był klasyfikowany. Następnie wystąpił w zjeździe, którego także nie ukończył. Na jednym z zakrętów stracił równowagę przy prędkości 120 km/h, przekoziołkował kilka razy, przebijając dwie siatki zabezpieczające i wylądował głową w śniegu. Nie odniósł jednak większych obrażeń, wstał o własnych siłach i zjechał na dół. Już 72 godziny później zdobył pierwszy w karierze medal, zwyciężając w supergigancie. Wyprzedził tam Szwajcara Didiera Cuche'a i swego rodaka Hansa Knaußa o 0,61 sekundy. Był to pierwszy złoty medal olimpijski dla Austrii w tej konkurencji. Złoto zdobył także dwa dni później, wygrywając oba przejazdy w gigancie. Jego łączny czas dał mu zwycięstwo z przewagą 0,85 sekundy nad Stephanem Eberharterem i 1,18 sekundy nad Michaelem von Grünigenem ze Szwajcarii. W zawodach pucharowych aż 19. razy stawał na podium, przy czym dziesięć razy zwyciężał: 25 listopada w Park City, 6 stycznia w Saalbach-Hinterglemm i 13 stycznia w Adelboden wygrywał giganta, 6 grudnia w Beaver Creek, 10 i 11 stycznia w Schladming oraz 1 lutego w Ga-Pa wygrywał supergiganta, 29 grudnia w Bormio i 16 stycznia w Wengen był najlepszy w zjeździe, a 18 stycznia w Veysonnaz wygrał kombinację. Wyniki te dały mu zwycięstwo w klasyfikacji generalnej oraz klasyfikacjach giganta i supergiganta, a także drugie miejsca w klasyfikacjach zjazdu i kombinacji.
Sezon 1998/1999 zaczął od zwycięstwa w gigancie, 25 października 1998 roku w Sölden. W kolejnych startach jeszcze dziesięć razy stawał na podium w tym sześciokrotnie zwyciężał: 13 grudnia w Val d’Isère, 21 grudnia w Innsbrucku, 9 stycznia w Schladming i 7 marca w Kvitfjell był najlepszy w supergigancie, 29 grudnia w Bormio wygrał zjazd, a 12 stycznia w Adelboden triumfował w gigancie. W klasyfikacji generalnej musiał jednak uznać wyższość Lasse Kjusa i jego rodaka, Kjetila André Aamodta. Zdobył za to Małą Kryształową Kulę w klasyfikacji supergiganta, a w gigancie był trzeci za von Grünigenem i Eberharterem. W lutym 1999 roku brał udział w mistrzostwach świata w Vail, gdzie w trzech startach zdobył dwa medale. Najpierw wystartował w supergigancie, w którym zwyciężył ex aequo z Kjussem. Trzeci w tych zawodach Hans Knauß stracił do zwycięzców zaledwie 0,01 sekundy. Cztery dni później zwyciężył także w biegu zjazdowym, wyprzedzając na podium Kjussa i Aamodta. Startował również w gigancie, jednak nie ukończył rywalizacji.
Dwie kolejne Kryształowe Kule za zwycięstwo w klasyfikacji generalnej zdobywał w sezonach 1999/2000 i 2000/2001. W 2000 roku ustanowił dwa rekordy: w jednym sezonie aż 22. razy stawał na podium oraz zdobył najwięcej punktów w jednym sezonie w historii – 2000. Oba te rekordy został pobite w rywalizacji kobiet przez Tinę Maze ze Słowenii, która w sezonie 2012/2013 zgromadziła 2414 punktów i 24 razy stawała na podium. W rywalizacji mężczyzn rekord ten został pobity dopiero w sezonie 2022/2023 przez Marco Odermatta (2042 punkty stając na podium 22 razy). Z 22. miejsc na podium Maier dziesięć razy zwyciężał: 31 października w Tignes, 24 listopada w Beaver Creek i 5 lutego w Todtnau wygrywał giganta, 27 listopada w Beaver Creek, 8 stycznia w Chamonix i 29 stycznia w Ga-Pa był najlepszy w zjeździe, a 28 listopada w Vail, 5 grudnia w Lake Louise, 21 stycznia w Kitzbühel i 16 marca w Bormio triumfował w supergigancie. Dzięki temu zwyciężył również w klasyfikacjach zjazdu, giganta i supergiganta, a w klasyfikacji kombinacji był drugi za Aamodtdem. Podobne wyniki uzyskiwał rok później, triumfując w tych samych klasyfikacjach. Mimo iż tym razem piętnaście razy stawał na podium to odniósł aż 13 zwycięstw, wyrównując tym samym rekord Szweda Ingemara Stenmarka z sezonu 1978/1979. Zwycięstwa odnosił w gigancie: 29 października w Sölden, 10 grudnia w Val d’Isère, 9 stycznia w Adelboden, 15 lutego w Shiga Kōgen i 10 marca w Åre; w supergigancie: 26 listopada w Lake Louise, 19 stycznia w Kitzbühel i 4 marca w Kvitfjell oraz w zjeździe: 2 grudnia w Beaver Creek, 9 grudnia w Val d’Isère, 20 stycznia w Kitzbühel, 2 marca w Kvitfjell i 8 marca 2001 roku w Åre. Podczas rozgrywanych na przełomie stycznia i lutego 2001 roku mistrzostw świata w Sankt Anton nie zdobył jednak żadnego złotego medalu. Najpierw wystąpił w gigancie, w którym lepsi okazali się Daron Rahlves z USA oraz Stephan Eberharter. Maier był trzeci, tracąc 0,23 sekundy do zwycięzcy i 0,15 sekundy do Eberhartera. Następnie wywalczył srebrny medal w zjeździe, rozdzielając Hannesa Trinkla i Niemca Floriana Eckerta. Wystąpił także w gigancie, który ukończył na czwartej pozycji. Walkę o podium przegrał tam  0,01 sekundy z Francuzem Frédérikiem Covilim.
Kariera Austriaka została przerwana w sierpniu 2001 roku, kiedy odniósł poważne obrażenia w wypadku drogowym. Jadąc na motocyklu został potrącony przez samochód, w wyniku czego doznał rozległego, otwartego złamania prawej nogi oraz zerwania większości mięśni w tej nodze. Operacja trwała siedem godzin, pojawiło się zagrożenie niewydolnością nerek. Po długiej rekonwalescencji musiał od nowa uczyć się chodzić, a w złamanej nodze do dziś ma 32-centymetrową tytanową śrubę. Latem 2002 roku podczas treningów na nartach ponownie złamał kontuzjowaną wcześniej nogę. Z powodu rozległości obrażeń i długości rehabilitacji Austriak nie wystąpił w żadnych zawodach aż do stycznia 2003 roku. Oznaczało to także, iż zabraknie go na rozgrywanych w lutym 2002 roku igrzyskach olimpijskich w Salt Lake City.
Do rywalizacji pucharowej powrócił 14 stycznia 2003 roku w Adelboden, gdzie nie zakwalifikował się do drugiego przejazdu w gigancie. W każdym kolejny starcie uzyskiwał jednak coraz lepsze wyniki, aż 27 stycznia 2003 roku w Kitzbühel zwyciężył w supergigancie. Było to jego jedyne podium i zarazem ostatni pucharowy start w sezonie 2002/2003, który zakończył na 45. pozycji w klasyfikacji generalnej. W lutym tego rok brał udział w mistrzostwach świata w Sankt Moritz, zdobywając srebrny medal w supergigancie ex aequo z Bode Millerem z USA. Do zwycięzcy, Stephana Eberhartera, stracił 0,77 sekundy. Wystartował także w zjeździe, jednak zajął ósme miejsce. Na szczyt powrócił w sezonie 2003/2004, zdobywając czwartą i ostatnią w karierze Kryształową Kulę. Na podium stawał dziewięciokrotnie, odnosząc pięć zwycięstw: 6 grudnia w Beaver Creek i 14 lutego w Sankt Anton wygrywał zjazdy, a 30 listopada w Lake Louise, 1 lutego w Garmisch-Partenkirchen oraz 11 marca 2004 roku w Sestriere był najlepszy w supergigancie. Dzięki temu wywalczył ostatnią w karierze Małą Kryształową Kulę za zwycięstwo w klasyfikacji supergiganta, a w klasyfikacji zjazdu był trzeci.
Trzeci w karierze tytuł mistrza świata zdobył podczas rozgrywanych na przełomie stycznia i lutego 2005 roku mistrzostw świata w Bormio. Zwyciężył tam w gigancie, pokonując swego rodaka Benjamina Raicha o 0,16 sekundy i Darona Rahlvesa o 0,68 sekundy. Na tej samej imprezie był też siedemnasty w zjeździe oraz czwarty w supergigancie, przegrywając walkę o medal z Raichem o 0,17 sekundy. Kolejne zwycięstwa odniósł także w Pucharze Świata, wygrywając 21 stycznia supergiganta w Kitzbühel oraz zjazd i supergiganta w dniach 5 i 6 marca 2005 roku w Kvitfjell. Poza tym jeszcze siedmiokrotnie stawał na podium, w efekcie zajmując trzecie miejsce w klasyfikacji generalnej, za Bode Millerem i Benjaminem Raichem. Był też drugi w supergigancie, trzeci w zjeździe i czwarty w gigancie. Nieco słabsze wyniki osiągał w kolejnym sezonie, który zakończył na szóstej pozycji. Na podium stawał tylko trzy razy, jednak za każdym razem na najwyższym stopniu: 23 października w Sölden w gigancie, 20 stycznia w Kitzbühel w supergigancie oraz 28 stycznia Garmisch-Partenkirchen w zjeździe. W poszczególnych klasyfikacjach był odpowiednio ósmy, drugi za Akselem Lundem Svindalem oraz siódmy. Brał także udział w igrzyskach olimpijskich w Turynie, skąd wrócił z dwoma medalami. Zjazd zakończył na szóstej pozycji, jednak w supergigancie zdobył srebrny medal. Szybszy był tylko Kjetil André Aamodt, do którego stracił 0,13 sekundy; trzecie miejsce zajął Szwajcar Ambrosi Hoffmann. Po pierwszym przejeździe rozgrywanego dwa dni później giganta, zajmował trzecie miejsce, ze stratą 0,22 sekundy do prowadzącego François Bourque’a z Kanady. W drugim przejeździe także uzyskał trzeci wynik, co dało mu trzeci łączny czas i brązowy medal. Ostatecznie stracił 0,16 sekundy do Benjamina Raicha i 0,09 sekundy do Francuza Joëla Chenala.
Maier startował jeszcze przez trzy lata, uzyskując stopniowo coraz słabsze wyniki. W tym czasie tylko cztery razy stawał na podium, jedyne zwycięstwo odnosząc 30 listopada 2008 roku w Lake Louise, gdzie był najlepszy w supergigancie. Tydzień później w Beaver Creek po raz ostatni stanął na podium zawodów PŚ, zajmując drugie miejsce w supergigancie. W połowie sezonu 2008/2009 odniósł kolejną kontuzję kolana, jednak w połowie stycznia 2009 roku ponownie startował w zawodach Pucharu Świata. Na mistrzostwach świata w Val d’Isère w 2009 roku nie zdobył medalu. Najlepszy wynik osiągnął tam w zjeździe, który ukończył na siódmej pozycji. Podobnie wypadł na rozgrywanych dwa lata wcześniej mistrzostwach świata w Åre, gdzie był między innymi siódmy w supergigancie i trzynasty w zjeździe. W październiku 2009 roku postanowił zakończyć karierę.
Łącznie w ciągu kariery zwyciężył w 54 zawodach Pucharu Świata, co daje mu drugie miejsce w klasyfikacji wszech czasów, za Ingemarem Stenmarkiem, który zwyciężał 86 razy. Ponadto 96 razy plasował się na podium, co w klasyfikacji wszech czasów daje mu trzecie miejsce, za Stenmarkiem i reprezentującym Luksemburg Markiem Girardellim. Maier jest także rekordzistą pod względem wygranych zawodów PŚ w supergigancie, z 24. triumfami na koncie.
W latach 1998 i 2004 otrzymywał nagrodę Skieur d’Or, przyznawaną przez Międzynarodowe Stowarzyszenie Dziennikarzy Narciarskich. W 1998 roku otrzymał również Odznakę Honorową za Zasługi dla Republiki Austrii. W latach 1998, 1999, 2000 i 2001 był wybierany sportowcem roku w Austrii. W 1998 roku zajął drugie miejsce w głosowaniu na sportowca roku na świecie, w którym pokonał go tylko francuski piłkarz Zinédine Zidane. Mimo wielu sukcesów na arenie międzynarodowej Maier nigdy nie zdobył medalu mistrzostw Austrii.
Mieszka we Flachau, wraz z żoną i dwoma córkami. Jego brat, Alexander Maier reprezentował Austrię w snowboardingu.

## Osiągnięcia

### Igrzyska olimpijskie
| Miejsce | Dzień     | Rok  | Miejscowość | Konkurencja | Czas biegu | Strata | Zwycięzca           |
| ------- | --------- | ---- | ----------- | ----------- | ---------- | ------ | ------------------- |
| DNF     | 12 lutego | 1998 | Nagano      | Kombinacja  | 3:08,06    | –      | Mario Reiter        |
| DNF     | 13 lutego | 1998 | Nagano      | Zjazd       | 1:50,11    | –      | Jean-Luc Crétier    |
| 1.      | 16 lutego | 1998 | Nagano      | Supergigant | 1:34,82    | –      | –                   |
| 1.      | 19 lutego | 1998 | Nagano      | Gigant      | 2:38,51    | –      | –                   |
| 6.      | 12 lutego | 2006 | Turyn       | Zjazd       | 1:48,80    | +1,20  | Antoine Dénériaz    |
| 2.      | 18 lutego | 2006 | Turyn       | Supergigant | 1:30,65    | +0,13  | Kjetil André Aamodt |
| 3.      | 20 lutego | 2006 | Turyn       | Gigant      | 2:35,00    | +0,16  | Benjamin Raich      |

### Mistrzostwa świata
| Miejsce | Dzień       | Rok  | Miejscowość  | Konkurencja | Czas biegu | Strata | Zwycięzca            |
| ------- | ----------- | ---- | ------------ | ----------- | ---------- | ------ | -------------------- |
| 1.      | 2 lutego    | 1999 | Vail         | Supergigant | 1:14,53    | –      | –                    |
| 1.      | 6 lutego    | 1999 | Vail         | Zjazd       | 1:40,60    | –      | –                    |
| DNF2    | 12 lutego   | 1999 | Vail         | Gigant      | 2:19,31    | –      | Lasse Kjus           |
| 3.      | 30 stycznia | 2001 | Sankt Anton  | Supergigant | 1:21,46    | +0,23  | Daron Rahlves        |
| 2.      | 7 lutego    | 2001 | Sankt Anton  | Zjazd       | 1:38,74    | +0,20  | Hannes Trinkl        |
| 4.      | 8 lutego    | 2001 | Sankt Anton  | Gigant      | 2:23,80    | +0,39  | Michael von Grünigen |
| 2.      | 2 lutego    | 2003 | Sankt Moritz | Supergigant | 1:38,80    | +0,77  | Stephan Eberharter   |
| 8.      | 8 lutego    | 2003 | Sankt Moritz | Zjazd       | 1:43,54    | +1,22  | Michael Walchhofer   |
| 4.      | 29 stycznia | 2005 | Bormio       | Supergigant | 1:27,55    | +0,85  | Bode Miller          |
| 17.     | 5 lutego    | 2005 | Bormio       | Zjazd       | 1:56,22    | +1,73  | Bode Miller          |
| 1.      | 9 lutego    | 2005 | Bormio       | Gigant      | 2:50,41    | –      | –                    |
| 7.      | 6 lutego    | 2007 | Åre          | Supergigant | 1:14,30    | +0,66  | Patrick Staudacher   |
| 13.     | 11 lutego   | 2007 | Åre          | Zjazd       | 1:44,68    | +1,75  | Aksel Lund Svindal   |
| 21.     | 14 lutego   | 2007 | Åre          | Gigant      | 2:19,64    | +2,80  | Aksel Lund Svindal   |
| 18.     | 4 lutego    | 2009 | Val d’Isère  | Supergigant | 1:19,41    | +2,89  | Didier Cuche         |
| 6.      | 7 lutego    | 2009 | Val d’Isère  | Zjazd       | 2:07,01    | +1,18  | John Kucera          |

### Puchar Świata

#### Miejsca w klasyfikacji generalnej
- sezon 1995/1996: 106.
- sezon 1996/1997: 21.
- sezon 1997/1998: 1.
- sezon 1998/1999: 3.
- sezon 1999/2000: 1.
- sezon 2000/2001: 1.
- sezon 2002/2003: 45.
- sezon 2003/2004: 1.
- sezon 2004/2005: 3.
- sezon 2005/2006: 6.
- sezon 2006/2007: 19.
- sezon 2007/2008: 21.
- sezon 2008/2009: 26.

#### Statystyka miejsc na podium
| Sezon     | 1. miejsce | 2. miejsce | 3. miejsce | Razem |
| 1995/1996 | -          | -          | -          | -     |
| 1996/1997 | 1          | 1          | -          | 2     |
| 1997/1998 | 10         | 2          | 6          | 18    |
| 1998/1999 | 7          | 1          | 3          | 11    |
| 1999/2000 | 10         | 7          | 5          | 22    |
| 2000/2001 | 13         | 1          | 1          | 15    |
| 2001/2002 | -          | -          | -          | -     |
| 2002/2003 | 1          | -          | -          | 1     |
| 2003/2004 | 5          | 2          | 2          | 9     |
| 2004/2005 | 3          | 5          | 2          | 10    |
| 2005/2006 | 3          | -          | -          | 3     |
| 2006/2007 | -          | -          | 1          | 1     |
| 2007/2008 | -          | 1          | -          | 1     |
| 2008/2009 | 1          | 1          | -          | 3     |
| suma      | 54         | 21         | 20         | 95    |

#### Zwycięstwa w zawodach
1. Garmisch-Partenkirchen – 23 lutego 1997 (supergigant)
2. Park City – 25 listopada 1997 (gigant)
3. Beaver Creek – 6 grudnia 1997 (supergigant)
4. Bormio – 29 grudnia 1997 (zjazd)
5. Saalbach-Hinterglemm – 6 stycznia 1998 (gigant)
6. Schladming – 10 stycznia 1998 (supergigant)
7. Schladming – 11 stycznia 1998 (supergigant)
8. Adelboden – 13 stycznia 1998 (gigant)
9. Wengen – 16 stycznia 1998 (zjazd)
10. Veysonnaz – 18 stycznia 1998 (kombinacja)
11. Garmisch-Partenkirchen – 1 lutego 1998 (supergigant)
12. Sölden – 25 października 1998 (gigant)
13. Val d’Isère – 13 grudnia 1998 (supergigant)
14. Innsbruck – 21 grudnia 1998 (supergigant)
15. Bormio – 29 grudnia 1998 (zjazd)
16. Schladming – 9 stycznia 1999 (supergigant)
17. Adelboden – 12 stycznia 1999 (gigant)
18. Kvitfjell – 7 marca 1999 (supergigant)
19. Tignes – 31 października 1999 (gigant)
20. Beaver Creek – 24 listopada 1999 (gigant)
21. Beaver Creek – 27 listopada 1999 (zjazd)
22. Vail – 28 listopada 1999 (supergigant)
23. Lake Louise – 5 grudnia 1999 (supergigant)
24. Chamonix – 8 stycznia 2000 (zjazd)
25. Kitzbühel – 21 stycznia 2000 (supergigant)
26. Garmisch-Partenkirchen – 29 stycznia 2000 (zjazd)
27. Todtnau – 5 lutego 2000 (gigant)
28. Bormio – 16 marca 2000 (supergigant)
29. Sölden – 29 października 2000 (gigant)
30. Lake Louise – 26 listopada 2000 (supergigant)
31. Beaver Creek – 2 grudnia 2000 (zjazd)
32. Val d’Isère – 9 grudnia 2000 (zjazd)
33. Val d’Isère – 10 grudnia 2000 (gigant)
34. Adelboden – 9 stycznia 2001 (gigant)
35. Kitzbühel – 19 stycznia 2001 (supergigant)
36. Kitzbühel – 20 stycznia 2001 (zjazd)
37. Shiga Kōgen – 15 lutego 2001 (gigant)
38. Kvitfjell – 2 marca 2001 (zjazd)
39. Kvitfjell – 4 marca 2001 (supergigant)
40. Åre – 8 marca 2001 (zjazd)
41. Åre – 10 marca 2001 (gigant)
42. Kitzbühel – 27 stycznia 2003 (supergigant)
43. Lake Louise – 30 listopada 2003 (supergigant)
44. Beaver Creek – 6 grudnia 2003 (zjazd)
45. Garmisch-Partenkirchen – 1 lutego 2004 (supergigant)
46. Sankt Anton – 14 lutego 2004 (zjazd)
47. Sestriere – 11 marca 2004 (supergigant)
48. Kitzbühel – 24 stycznia 2005 (supergigant)
49. Kvitfjell – 5 marca 2005 (zjazd)
50. Kvitfjell – 6 marca 2005 (supergigant)
51. Sölden – 23 października 2005 (gigant)
52. Garmisch-Partenkirchen – 28 stycznia 2006 (zjazd)
53. Kitzbühel – 20 stycznia 2006 (supergigant)
54. Lake Louise – 30 listopada 2008 (supergigant)

- łącznie 54 wygrane: 24 supergiganty, 15 biegów zjazdowych, 14 gigantów i 1 kombinacja alpejska.

#### Pozostałe miejsca na podium
1. Garmisch-Partenkirchen – 21 lutego 1997 (supergigant) – 2. miejsce
2. Tignes – 24 października 1997 (slalom równoległy) – 3. miejsce
3. Tignes – 26 października 1997 (gigant) – 3. miejsce
4. Beaver Creek – 5 grudnia 1997 (zjazd) – 2. miejsce
5. Alta Badia – 21 grudnia 1997 (gigant) – 3. miejsce
6. Kranjska Gora – 3 stycznia 1998 (gigant) – 2. miejsce
7. Wengen – 17 stycznia 1998 (zjazd) – 3. miejsce
8. Garmisch-Partenkirchen – 31 stycznia 1998 (zjazd) – 3. miejsce
9. Yongpyong – 28 lutego 1998 (gigant) – 3. miejsce
10. Crans-Montana – 14 marca 1998 (gigant) – 3. miejsce
11. Aspen – 27 listopada 1998 (supergigant) – 2. miejsce
12. Val Gardena – 18 grudnia 1998 (zjazd) – 3. miejsce
13. Flachau – 10 stycznia 1999 (gigant) – 3. miejsce
14. Wengen – 17 stycznia 1999 (kombinacja) – 3. miejsce
15. Lake Louise – 4 grudnia 1999 (zjazd) – 2. miejsce
16. Val Gardena – 18 grudnia 1999 (zjazd) – 3. miejsce
17. Alta Badia – 19 grudnia 1999 (gigant) – 2. miejsce
18. Saalbach-Hinterglemm – 22 grudnia 1999 (gigant) – 2. miejsce
19. Chamonix – 9 stycznia 2000 (kombinacja) – 2. miejsce
20. Wengen – 15 stycznia 2000 (zjazd) – 2. miejsce
21. Kitzbühel – 23 stycznia 2000 (kombinacja) – 3. miejsce
22. Sankt Anton – 13 lutego 2000 (supergigant) – 3. miejsce
23. Kvitfjell – 3 marca 2000 (zjazd) – 3. miejsce
24. Kvitfjell – 5 marca 2000 (supergigant) – 2. miejsce
25. Hinterstoder – 11 marca 2000 (gigant) – 3. miejsce
26. Bormio – 15 marca 2000 (zjazd) – 2. miejsce
27. Park City – 17 listopada 2000 (gigant) – 3. miejsce
28. Garmisch-Partenkirchen – 28 stycznia 2001 (supergigant) – 2. miejsce
29. Vail – 7 grudnia 2003 (supergigant) – 2. miejsce
30. Val Gardena – 19 grudnia 2003 (supergigant) – 3. miejsce
31. Kitzbühel – 25 stycznia 2004 (supergigant) – 2. miejsce
32. Kvitfjell – 7 marca 2004 (supergigant) – 3. miejsce
33. Lake Louise – 28 listopada 2004 (supergigant) – 2. miejsce
34. Beaver Creek – 4 grudnia 2004 (gigant) – 2. miejsce
35. Val d’Isère – 12 grudnia 2004 (gigant) – 3. miejsce
36. Val Gardena – 17 grudnia 2004 (supergigant) – 2. miejsce
37. Alta Badia – 19 grudnia 2004 (gigant) – 3. miejsce
38. Garmisch-Partenkirchen – 18 lutego 2005 (zjazd) – 2. miejsce
39. Kranjska Gora – 26 lutego 2005 (gigant) – 2. miejsce
40. Hinterstoder – 20 grudnia 2006 (supergigant) – 3. miejsce
41. Kitzbühel – 18 stycznia 2008 (supergigant) – 2. miejsce
42. Beaver Creek – 6 grudnia 2008 (supergigant) – 2. miejsce